# آنتوان تنر
آنتوان تنر (به انگلیسی: Antwon Tanner) (زاده ۱۴ آوریل ۱۹۷۵) بازیگر آمریکایی است. از فیلم‌های معروف او می‌توان به بازی در مربی کارتر اشاره کرد.